# قطاع الفنون التشكيلية
قطاع الفنون التشكيلية تابع لوزارة الثقافة المصرية، ويقوم برعاية الفنون التشكيلية من خلال تنظيم المعارض القومية والدولية والإشراف على المتاحف الفنية والقومية - وما تحويه من كنوز وروائع سواء كانت إبداعات لفنانين مصريين أو عالميين أو مقتنيات خاصة بأبرز رموز وأعلام الفكر والثقافة والسياسة - بالإضافة إلى اضطلاعه بتنظيم العديد من الأنشطة والفعاليات الثقافية وورش العمل الفنية كما يقدم القطاع للحياة الفنية والثقافية وللمجتمع عموماً الكثير من الخدمات والإسهامات المتميزة والتي تنبع من استشعاره وتقديره لمسئوليته باعتباره المؤسسة الرسمية المنوطة برعاية الفنون التشيكلية واحتضان المبدعين في كافة ربوع مصر، هذا إلى جانب قيامه – ومن خلال مختلف المواقع التابعة له في القاهرة والمحافظات – بتقديم مواسم ثقافية حافلة بشتى أنواع الثقافة والتي تلائم حاجة الجمهور على اختلاف شرائحه من ندوات ثقافية متنوعة (أدبية، سياسية، دينية) وأمسيات شعرية وعروض مسرحية وحفلات موسيقية وحلقات نقاشية وورش عمل فنية للأطفال والطلائع وذوي الاحتياجات الخاصة.
أنشطة القطاع والمواقع التابعة له:

## المعارض

### معارض دولية
يقوم القطاع بتنظيم اثنين من أهم الفعاليات الفنية الدولية وأقدمها على مستوى الشرق الأوسط وأفريقيا هما بينالي القاهرة الدولي وبينالي الإسكندرية لدول حوض البحر المتوسط، وفي حين يأتي بينالي القاهرة الدولي في صدارة الأنشطة الفنية نظراً لحجم المشاركة الدولية الآخذة في التنامي والتطور من دورة لأخرى، فإن بينالي الإسكندرية يتميز بكونه أحد أقدم البيناليات على مستوى العالم حيث تجاوز عمره الخمسين عاماً بالإضافة إلى اقتصار المشاركة في فعالياته على دول حوض البحر المتوسط والتي تجمعها روابط حضارية وثقافية فضلاً عن فعاليات خرجت للنور حديثاً مثل سمبوزيوم البحر المتوسط للتصوير كما أن هناك العديد من الفعاليات والمعارض المتبادلة التي تجمع بين فنانى مصر وغيرهم من فنانى العالم من خلال اتفاقيات تعاون ثنائيه تجمع بين قطاع الفنون التشكيلية والمؤسسات المثيلة في دول العالم وتستضيفها كبرى قاعات العرض التابعة للقطاع بحيث تعتبر تمثيلاً صادقاً لحركة الإبداع المصري المعاصر في الخارج وفي نفس الوقت استعراض لواقع الحركات الفنية العالمية على ارض مصر.

### المعارض القومية
ويأتي في مقدمتها المعرض العام للفنون التشكيلية والذي يظل حدثاً منفرداً يعكس صورة صادقة للواقع التشكيلي المصري ثم صالون الشباب والذي انطلقت أولى دوراته في عام 1989 بغرض إتاحة الفرصة أمام شباب الفنانين المصريين للتجريب والابتكار حتى أصبح بمثابة جواز المرور لشباب المبدعين نحو الانتشار والتألق ثم يأتي بعد ذلك صالون مصر والذي تم استحداثه مؤخراً ليكون بمثابة ملتقى لتكريم مجموعة مـن رواد المبدعيـن عرفاناً بعطائهم وتقديـراً لمسيـرتهم الإبداعية الحافلة، ثم معرض صالون جاليري والذي تم استحداثه بغرض خلق فرص لتسويق الأعمال الفنية بالتعاون فيما بين قطاع الفنون التشكيلية ومجموعة من القاعات الخاصة، ومسابقة التصوير الجداري وصالون الفن الخاص وكذلك ملتقى الفن والجماهير والذي يهدف إلى تحقيق صورة من صور التفاعل المباشر بين الفنانين والجمهور في الأماكن العامة خارج القاعات المغلقة.

### المعارض المحلية
وهي تنقسم إلى معارض فردية ومعارض جماعية يشرف على إعدادها وتنظيمها القطاع حسب البرنامج الزمني السنوي.

## المتاحف

### المتاحف الفنية
وهي تحتضن آلاف الروائع والكنوز الفنية لفنانين مصريين وعالميين ومن خلال زيارة هذه المتاحف ومطالعة تلك الروائع تتحقق المتعة البصرية والمعرفية، وتتكون مجموعة المتاحف الفنية من المتاحف الآتية: (متحف الفن المصري الحديث، متحف محمد محمود خليل وحرمه، مركز محمود سعيد للمتاحف، متحف الخزف الإسلامي، متحف الجزيرة، متحف المثال مختار، متحف محمد ناجي، متحف عفت ناجي وسعد الخادم، متحف الفنون الجميلة بالإسكندرية، متحف الخزف والتشكيلات المجسمة، متحف الأمير محمد وحيد الدين سليم، متحف الفن والحديقة، متحف حسن حشمت، متحف الزجاج).

### المتاحف القومية
وهي تعنى بإحياء وحفظ ذاكرة الوطن وأحداثه الهامة وتراثه سواء كانت متعلقة بمناسبات تاريخية مثل حادثة دانشواي أو معركة المنصورة وواقعة أسر الملك لويس التاسع أو الموروث الشعبي كمتحف الشمع ومتحف السيرة الهلالية أو تقديراً لذكرى أشخاص ساروا رموزاً سواء كانوا زعماء أو أدباء أو شعراء مثل متحف مصطفى كامل، متحف بيت الأمة، متحف أمير الشعراء أحمد شوقي، متحف طه حسين.